# Stefan Schwartz
Pour les articles homonymes, voir Schwartz.
Stefan Schwartz (né le 1er mai 1963 à Londres) est un acteur, réalisateur et scénariste américain.

## Filmographie

### en tant qu'acteur
- 1989 : Doctor Who : Épisode « Battlefield » : Le chevalier commandant

### en tant que réalisateur
- 1993 - Soft Top Hard Shoulder
- Giving Tongue
- 1997 - Shooting Fish
- 2002 - The Abduction Club
- 2005 - Le Témoin du marié
- Hustle
- Spooks/MI-5
- Crash
- Scotland Yard, crimes sur la Tamise
- 2010 : Luther
- 2011 : Camelot
- 2011 : Dexter
- 2011 : Being Human
- 2012 : Dr House
- 2012 : White Collar
- 2012 : Dexter
- 2012 : Jo
- 2012 : The Walking Dead
- 2012 : Revenge
- 2013 : Dexter
- 2013 : Low Winter Sun
- 2013 : FBI : Duo très spécial
- 2013 : Those Who Kill
- 2013 : Black Sails
- 2014 : The Americans
- 2014 : The Bridge
- 2014 : Flesh and Bone
- 2014 : Power
- 2015 : Black Sails
- 2015 : Fear the Walking Dead

### en tant que scénariste
- 1997 - Shooting Fish
- 2005 - Le Témoin du marié